# NGC 3239

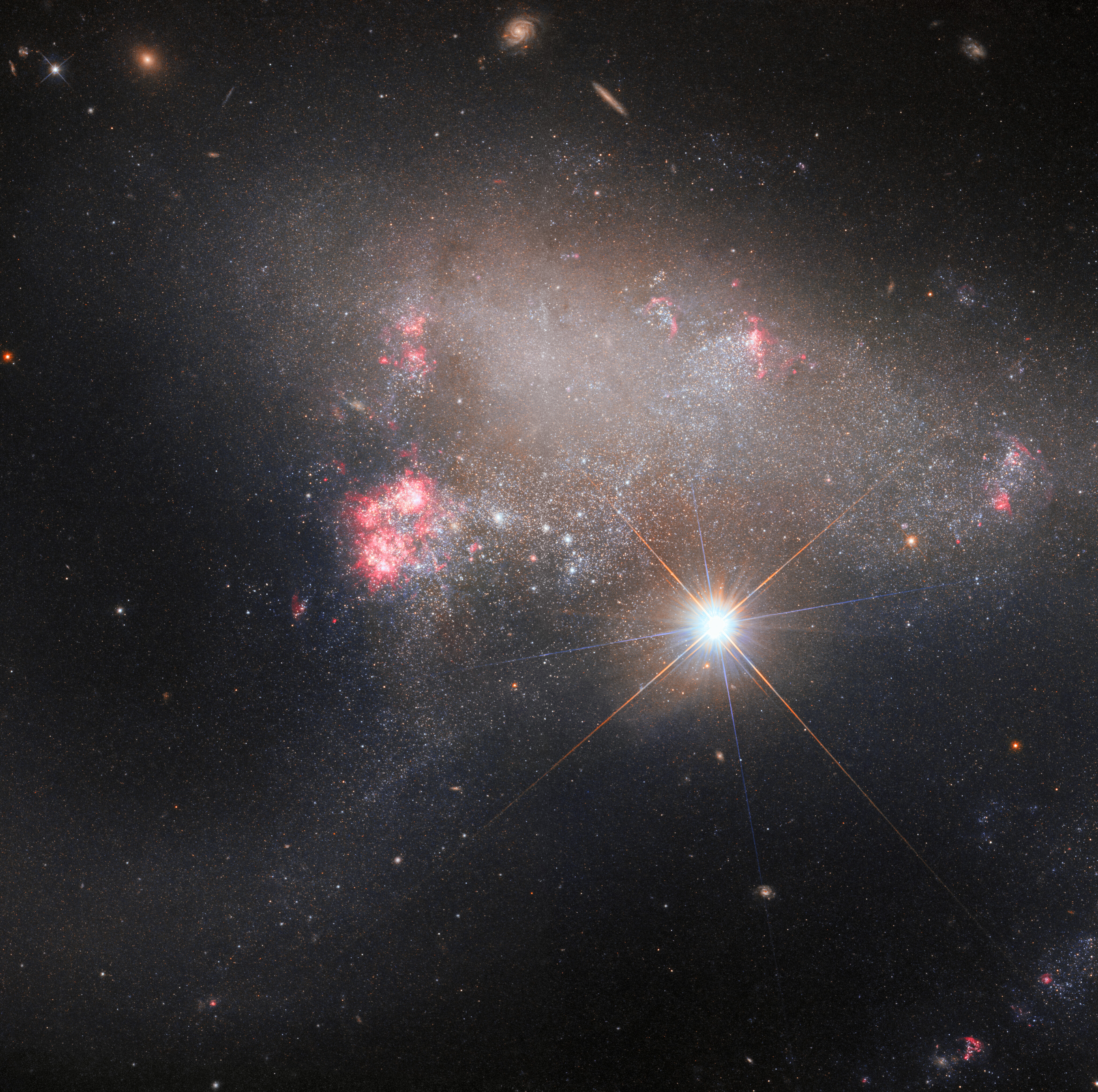
NGC 3239 par le télescope spatial Hubble.

NGC 3239 est une galaxie irrégulière magellanique relativement rapprochée et située dans la constellation du Lion. NGC 3239 a été découverte par l'astronome germano-britannique William Herschel en 1784.

## Caractéristiques
la vitesse par rapport de NGC 3239 par rapport au fond diffus cosmologique est de 1 041 ± 23 km/s, ce qui correspond à une distance de Hubble de 15,35 ± 1,13 Mpc (∼50,1 millions d'al).
NGC 3239 figure dans l'atlas des galaxies particulières de Halton Arp sous la cote Arp 263. Arp la présente comme une galaxie ayant des filaments diffus à l'extérieur et des grumeaux irréguliers à l'intérieur.
À ce jour, une douzaine de mesures non basées sur le décalage vers le rouge (redshift) donnent une distance de 9,712 ± 1,584 Mpc (∼31,7 millions d'al). Puisque cette galaxie est relativement rapprochée du Groupe local, il est probable que cette valeur soit plus près de la distance réelle de NGC 3239. Notons que c'est avec la valeur moyenne des mesures indépendantes, lorsqu'elles existent, que la base de données NASA/IPAC calcule le diamètre d'une galaxie.
La classe de luminosité de NGC 3239 est V-VI et elle présente une large raie HI.
La galaxie irrégulière NGC 3239 est située près du centre d’une région riche en galaxies dans la constellation du Lion. Dans sa plus grande dimension, elle fait environ 55 000 années-lumière. La répartition des structures de NGC 3239 ainsi que la présence de jeunes étoiles bleues et de régions de formation d’étoiles pourraient bien provenir d’une fusion galactique.

## Supernova SN 2012A
La première supernova observée en 2012 s'est produite dans cette galaxie. Il s'agit de SN 2012A. Elle a été découverte le 7 janvier 2012 par les chasseurs de supernovas Bob Moore, Jack Newton et Tim Puckett.
Cette supernova était de type II-P,, c'est-à-dire une supernova à effondrement de cœur dont la courbe de luminosité présente un plateau (la lettre P). On estime que la masse de l'étoile qui a explosé était d'environ 10,5+4,5
−2{\displaystyle M_{\odot }}.